# Serrat dels Roures
La Serrat dels Roures és una serra situada al municipi de Berga a la comarca del Berguedà, amb una elevació màxima de 734 metres.